# John F. MacArthur
John Fullerton MacArthur, Jr. (Los Angeles, 19 de junho de 1939 – Los Angeles, 14 de julho de 2025) foi um ministro e escritor cristão reformado norte-americano, conhecido por seu programa de rádio veiculado internacionalmente intitulado Graça para Você (Grace to You). MacArthur, que pertence à quinta geração de pastores na sua família, é um autor e conferencista, tomando um posicionamento conservador e vigoroso sobre aspectos da teologia cristã moderna. MacArthur tem servido desde 1969 como pastor e professor na igreja "Grace Community Church", na cidade de Sun Valley, na Califórnia. Também foi presidente emérito do The Master's University, em Newhall, California, e ainda do The Master's Seminary, em Los Angeles, Califórnia.
Teologicamente, MacArthur é calvinista, com base batista e pregador expositivo. Ele foi mencionado na revista Christianity Today como um dos pregadores mais influentes de seu tempo, sendo ainda um convidado frequente do programa de televisão norte-americano Larry King Live, sempre como representante da perspectiva cristã protestante sobre assuntos considerados controversos como aborto, guerra, adultério, homossexualidade, anti-evolução etc.
John MacArthur assina como autor (ou editor) de mais de 150 livros, sendo o mais notável de todos a Bíblia de Estudo MacArthur (John MacArthur Study Bible), que já vendeu mais de 1 milhão de cópias, tendo recebido o prêmio "Gold Medallion Book Award." Entre seus livros incluí-se também a série Comentários sobre o Novo Testamento por John MacArthur (com mais de 1 milhão de cópias vendidas), Doze Homens Comuns (mais de 500.000 exemplares vendidos), e ainda o livro infantil A Fé para o Crescimento, o qual rendeu a MacArthur um prêmio ECPA Christian Book Award.

## Biografia
É filho de Jack MacArthur e Irene Dockendorf, e sobrinho do general norte-americano Douglas MacArthur.
John MacArthur estudou na Bob Jones University antes de se transferir para o Los Angeles Pacific College (atualmente denominado Azusa Pacific University). Mais tarde obteve seu Mestrado em Divindades pelo Talbot School of Theology, da Biola University, em La Mirada, Califórnia, onde se graduou com honras.
Entre 1964 e 1966 ele serviu como pastor associado na Calvary Bible Church, em Burbank, Califórnia e, de 1966 a 1969, como representante do corpo docente no Talbot School of Theology. Finalmente, em 1969, ele se tornou pastor na igreja não-denominacional Grace Community Church, em Sun Valley, Califórnia, onde permanece até hoje. Foi ligado às Igrejas Fundamentalistas Independentes da América.
Seu programa diário de rádio, Graça para Você (Grace to You), que atualmente é transmitido para a maior parte do mundo, começou como um ministério de gravação de áudio para proporcionar gravações em fita cassete de seus sermões para os membros da igreja que não puderam comparecer aos cultos. Esse programa foi transmitido inicialmente em Baltimore, Maryland, em 1977.
Em 1985, MacArthur tornou-se o presidente do The Master's College (anteriormente uma faculdade batista de Los Angeles), uma instituição de ensino cristã de artes liberais, que oferece cursos de quatro anos. Em 1986 fundou também o The Master's Seminary.

## Morte
MacArthur foi diagnosticado com fibrilação atrial em janeiro de 2023 e passou por uma cirurgia para corrigi-la com o implante de stents cardíacos.  Em julho de 2023, ele teve um cateter inserido para tratar melhor a condição e ficou ausente de seu ministério público por algumas semanas.  No segundo semestre de 2024, MacArthur passou por mais três cirurgias, incluindo uma substituição de aorta e um procedimento em seus pulmões para tratar o acúmulo de fluido. Depois de vários meses afastado, ele retornou brevemente ao ministério público limitado em novembro de 2024. No entanto, em 6 de janeiro de 2025, foi relatado que a recuperação das cirurgias foi mais lenta do que o esperado e que ele ficou no hospital por duas semanas com "contratempos ocasionais afetando seu coração, pulmões e rins".
Em 13 de julho de 2025, a Grace Community Church anunciou à sua congregação, durante o culto dominical, que John MacArthur havia contraído pneumonia e não havia previsão de recuperação. Uma reportagem do USA Today afirmou, em 14 de julho de 2025, que o presbítero do GCC, Tom Patton, anunciou que MacArthur havia contraído pneumonia na semana anterior e havia sido internado no hospital, e que MacArthur "poderia estar na presença do Senhor em breve".
MacArthur morreu em 14 de julho de 2025, aos 86 anos, devido a complicações de pneumonia.

## Pontos de vista teológicos e controvérsias

### Novo Calvinismo
Em dezembro de 1989 a rede protestante fundamentalista, Bible Broadcasting Network (BBN), encerrou a transmissão do programa "Graça para Você" (Grace to You). Ao explicar as razões para essa decisão, o presidente da BBN, Lowell Daved, mencionou os ensinamentos de MacArthur sobre o sangue de Cristo e a "Salvação pelo Senhorio." Segundo Daved esses ensinos eram "confusos." Numa carta de janeiro de 1990, Daved citou observar "...uma movimentação de MacArthur em direção a uma teologia com a qual não temos total alinhamento," mencionando ainda que a série de sermões de MacArthur a respeito da "teologia da eleição" "... nos convenceu de que o ministério 'Graça para Você' estava se direcionando a um hipercalvinismo... " "MacArthur tem pregado salvação pela eleição soberana de Deus."
MacArthur se tornou um expoente do movimento Novo Calvinista, embora rejeite a designação, apelando que seja simplesmente "calvinista" em sua teologia, postura duvidada por teólogos reformados tradicionais. Tal posição teológica e movimento é uma seita (em seu sentido sociológico) que se desenvolveu a partir dos anos 1960 aliado conservadorismo político branco e fundamentalismo cristão. Doutrinariamente, possui como distintivas a crença na Salvação pelo Senhorio, o subordinacionismo e uma visão hieraquizada das relações sociais como mandada por Deus, quer seja na estratificação socioeconômica, quer seja a mulher nas relações domésticas familiares e na esfera pública.

### Cessacionismo
MacArthur era cessacionista, e bem vocal contra as visões continuacionistas advocadas pelos movimentos Carismáticos/Pentecostais e Neopentecostais. Ao longo do seu ministério ele escreveu três livros buscando fundamentar e divulgar sua posição cessacionista: Os Carismáticos (The Charismatics - 1978); O Caos Carismático (Charismatic Chaos - 1983) e, mais recentemente, Fogo Estranho: O Perigo de Ofender o Espírito Santo com Cultos Falsos (Strange Fire: The Danger of Offending the Holy Spirit with Counterfeit Worship - 2013).
Em outubro de 2013 MacArthur organizou na igreja Grace Community Church, onde é o pastor principal, a conferência chamada "Fogo Estranho" (Strange Fire), que marcou também o lançamento do livro com o mesmo nome. Esse evento incluiu a participação de vários teólogos e pastores, que se revezaram na defesa da visão cessacionista e na crítica ao movimento Carismático/Pentecostal. O evento foi transmitido ao vivo, e teve grande repercussão no meio evangélico norte-americano, causando uma grande onda de discussão entre pastores e teólogos, alguns defendendo e outros rebatendo os pontos de vista apresentados na conferência.
Em suas palavras de abertura nessa conferência MacArthur afirmou que, "ao observarmos alguns dos comportamentos corporais dos membros da seita Hindu denominada Kundalini, pode-se notar que o movimento corporal ali verificado é praticamente idêntico ao que se vê nos cultos de igrejas carismáticas/pentecostais, um comportamento típico do paganismo". "Essa é uma obra de Satanás, uma obra das trevas, e não um atributo do Espírito Santo como eles acreditam". Afirmou ainda que "O movimento carismático/pentecostal, como tal, não fez contribuição alguma a uma maior clarificação da Bíblia, à sua interpretação ou à doutrina saudável". "Esse movimento prejudica e confunde." "Produziu somente distorção, confusão e erro." "Existem pessoas salvas em igrejas Carismáticas/Pentecostais? Sim! Mas nada que tenha vindo desse movimento faz parte das razões pelas quais essas pessoas foram salvas nessas igrejas." "O mundo evangélico abriu os braços e deu boas vindas ao Cavalo de Tróia do movimento carismático à cidade de Deus. Suas tropas tomaram o lugar e colocaram um ídolo na praça central da cidade de Deus."
Ainda nesse discurso MacArthur classificou "visões, revelações, vozes do céu... sonhos, falar em línguas, profecias, experiências extra-corporais, viagens ao céu, unções, milagres", de uma maneira geral, como "mentiras e enganações, falsamente atribuídas ao Espírito Santo." Afirmou ainda que "O movimento carismático sequestrou o Espírito Santo, criou um bezerro de ouro, e estão agora dançando ao redor do bezerro de ouro acreditando que se trata do Espírito Santo." Após listar os Dons do Espírito, principalmente a partir de 1 Cor. 12-14, afirmou que "uma vez que o novo testamento se encerrou, esses sinais e dons [referindo-se aos dons "milagrosos"] deixaram de ter sua função para a edificação da igreja, que terminou com a conclusão da era apostólica, que ocorreu em cerca de 100 DC."
A conferência Strange Fire de fato gerou grande controvérsia no meio evangélico. Além da avalanche de postagens em blogs e outros meios eletrônicos, pelo menos três livros foram publicados em resposta direta ao livro e conferência Strange Fire, em geral apresentando argumentos a favor da visão continuacionista: Fogo Autêntico: Uma Resposta ao Fogo Estranho de John MacArthur (Authentic Fire: A Response to John MacArthur's Strange Fire) escrito por Michael Brown; Fogo Divino: Uma Visão Equilibrada da Obra do Espírito Santo nas Nossas Vidas (Holy Fire: A Balanced, Biblical Look at the Holy Spirit's Work in Our Lives) escrito por R.T. Kendall e ainda Um Guia Essencial do Poder do Espírito Santo: Os Dons Milagrosos de Deus nas Nossas Vidas Hoje em Dia (The Essential Guide to the Power of the Holy Spirit: God's Miraculous Gifts At Work Today) escrito por Randy Clark. Além disso, John Piper, pastor batista, novo calvinista e de tendência continuacionista, ao palestrar na conferência "Strange Fire", concorda por um lado que existem muitos e absurdos abusos no movimento carismático/pentecostal e neo-pentecostais. Adiciona, porém, que "nós precisamos ter em mente que a cada abuso no movimento carismática/pentecostal existe uma imagem espelhada de abusos no movimento não carismático..." Segundo ele, "em alguns casos a igreja não-carismática é mais culpada ainda que a carismática/pentecostal," como, por exemplo, "na ausência de emoções observada em grande parte dos cultos tradicionais, que provavelmente é mais mortal ainda que o excesso de emoções dos cultos carismáticos/pentecostais."
Em uma palestra mais recente, denominada "O que aconteceu após a Conferência Fogo Estranho" (2013), MacArthur reafirmou que dentro do movimento Carismático certamente existem aqueles que acreditam na autoridade das Escrituras, que honram a Deus, e que buscam viver uma vida santificada, e que o movimento possui ainda uma dose suficiente do Evangelho de tal forma que almas possam ser salvas dentro dele. Apesar disso, ele voltou a criticar o movimento carismático/pentecostal, afirmando que vê a presença interdenominacional do movimento como uma das fortes evidências da ausência de qualquer tipo de teologia, afirmando ainda que "sua teologia é heterodoxa e herética... tudo é definido por meio de "experiências"... possuindo assim uma visão fraca das Escrituras. Esse é o movimento carismático."
Ele também criticou esse movimento ao afirmar que "em 1967 um grupo de 'loucos por Jesus' de diversas áreas do sul da Califórnia, se juntaram ao Calvary Chapel... e pela primeira vez, pelo menos na história que eu conheço da Igreja, deixou-se que uma subcultura definisse o que a Igreja deveria ser. Se foram as ligações, se foram os louvores, se foram todas as coisas normais e formais... e a cultura hippie, você sabe, a moçada saída das drogas, da vida em comunidade, do sexo livre, e todo esse tipo de coisas casuais, e aí está a igreja carismática/pentecostal, a igreja quadrangular.... E é a partir daí que o movimento se tornou o que conhecemos como Calvary Chapel." "A primeira Calvary Chapel era essencialmente uma igreja dizendo 'Deixemos a cultura nos dizer o que nós devemos ser...". "O movimento Carismático se desenvolveu... foi abraçado pela Igreja Católica Romana, foi abraçado no denominacionalismo morto..." "Eu acredito que se trata de uma forma falsa de Cristianismo." Apesar disso, em 1991, MacArthur condecorou Chuck Smith (1927 - 2013), fundador do movimento Calvary Chapel, por ter escrito "Uma Crítica Direta ao Extremismo Carismático," afirmando que "existem muitos como ele que se posicionaram, e eu agradeço a Deus por sua coragem e desejo de se tornarem Bíblicos." Em resposta à conferência "Strange Fire", a Calvary Chapel expressou sua profunda discordância com relação ao entendimento de MacArthur sobre os dons espirituais presentes atualmente no povo de Deus, recomendando a leitura do livro de Chuck Smith "Carisma versus Carismania".

### Criacionismo: A Terra "Jovem"
MacArthur defende a visão criacionista conhecida por Teoria da Terra Jovem. Esse entendimento tem sido mostrado tanto no seu livro The Battle For the Beginning (2001) como nos seus sermões. Discursando sobre a teoria evolucionista, por exemplo, ele afirma que todos os Cristãos "deveriam expor tais mentiras pelo que elas são, e se oporem vigorosamente contra elas." Ele argumenta ainda que "a batalha pelo criação é a batalha final entre dois tipos de fé mutuamente exclusivas - a fé nas escrituras sagradas em oposição à fé nas hipóteses anti-teístas. Não se trata assim de uma batalha entre a ciência e a Bíblia".

### Escatologia
MacArthur era pré-milenista e pré-tribulacionista no que tange às questões do momento do arrebatamento e das as demais questões e aspectos do final dos tempos. Nas suas próprias palavras, "Estou convencido que Jesus virá estabelecer seu reino na Terra, que sua vinda acontecerá sete anos antes do reino, e que ele virá antes da tribulação." Apesar disso MacArthur tem buscando se distanciar de outros teólogos que seguem essa mesma linha de pensamento, tais como o ministro Tim LaHaye e o novelista Jerry B. Jenkins, que ficou famoso pela série de TV Deixados para Trás (Left Behind).
MacArthur afirmou durante um sermão que "... alguém poderá dizer, 'veja, ele está alinhado com a série de TV Deixados Para Trás.' Minha resposta é não! Não estou alinhado com nenhum filme ficcional sobre o arrebatamento, e também não estou preocupado com gráficos que tentam descrever a ordem e o tempo em que as coisas do fim ocorrerão. Você não me vê por aí com um gráfico e uma caneta na mão! Eu também não estou preocupado com interpretações mostradas em imprensa onde... qualquer coisa relevante que acontece no mundo... serve imediatamente como evidência para alguma profecia obscura do antigo testamento... Eu rejeito o mundo maluco da exegese apresentada em jornais seculares e pseudo Cristãos, e em gráficos de escatologia, e qualquer outra interpretação maluca como aquela de que os gafanhotos de Apocalipse,9 seriam helicópteros militares..."
MacArthur acredita que o islam configure nas profecias escatológicas como oponentes do cristianismo.

### Lei e Aliança
MacArthur se descreve como um dispensacionalista "parcial". Apesar de defender uma visão de arrebatamento pré-milenarista e pré-tribulacionista da Igreja, e o cumprimento integral das promessas feitas aos judeus ao fim da tribulação, ele rejeita algumas ideias classicamente associadas á visão dispensacionalista, tais como a de que a Lei não teria aplicação para a Igreja de Cristo, entre outras. Em um sermão MacArthur afirmou que "Eu não estou alinhado com tudo aquilo que é tradicionalmente conhecido como dispensacionalismo, com a visão das sete 'eras' ou períodos, com a ideia dos dois reinos, as duas novas alianças, as duas formas de salvação e a discontinuidade entre o velho e o novo testamento."

### Soteriologia
Salvação pelo senhorio
MacArthur foi chave de uma controvérsia sobre a chamada salvação pelo senhorio, ocorrida nos anos 1980, quando argumentou contra a visão, da salvação pela graça, obtida pela simples fé em Jesus Cristo. Para ele há diferença entre Senhor e Salvador. Assim, o simples "conhecimento" de um determinado conjunto de fatos seria insuficiente. Segundo MacArthur, "para ser realmente salvo você deve aceitar Jesus Cristo por quem Ele é, Senhor e Salvador (II Pedro 2:20)." E continuar a se arrempender a cada dia. Sobre a segurança eterna da salvação ele afirma que "a regra do uma vez salvo, sempre salvo - independente do que você realmente acredita ou da forma que escolhe viver após ter aceitado Jesus, jamais deveria ser ensinada". Segundo ele, "o autor de Hebreus 12:14 afirma de forma inequívoca que somente aqueles que continuarem a viver uma vida santificada entrarão na presença de Deus." Essa visão de MacArthur gerou grande controvérsia dentro do meio evangélico americano e foi desafiada por escrito pelos teólogos Charles Ryrie e Zane C. Hodges, os quais argumentaram que MacArthur estaria ensinando uma forma de salvação baseada em obras. Apesar de não explicar se arrempendimento é fé ou obras, MacArthur afirmou que esses teólogos simplesmente não entenderam o que ele tentou explicar.
Rejeição do sangue de Cristo
Já a controvérsia sobre a eficácia do sangue de Cristo surgiu da afirmação de MacArthur em um artigo intitulado "Não o Seu sangue, mas a Sua morte" (Maio 1976), de que não é o sangue líquido, literal, de Cristo que nos salvou, mas sua morte sacrificial na cruz. Mais tarde MacArthur viria a clarificar o que ele disse nesse artigo, afirmando sua posição sobre o sangue de Cristo e a sua morte, mencionando que a eficácia do sangue de Cristo não está associada a nenhuma particularidade física do sangue em si, mas o fato Dele ter sangrado na morte, e a afirmação de que o sangue de Cristo na sua morte foi necessário para satisfazer os requisitos de Deus de reparação.

#### Evangelho
MacArthur é um dos formuladores da Declaração de Cambridge, segundo a qual o Evangelho só pode pregado se for com a doutrina da expiação substitutiva penal. Nessa vertente criada a partir de uma interpretação de Calvino no mundo de língua inglesa é que a teoria da substitucionária penal, a qual postula que Cristo teve morte vicária pelos pecados (não pelos pecadores) e pelas penas desses pecados.

### Filiação encarnada de Cristo
Em 1983, MacArthur publicou sua crença na doutrina da filiação encarnada de Cristo (incarnational sonship). Segundo ele, antes da encarnação Jesus Cristo não era o Filho de Deus. Em 1989, após receber várias críticas, ele defendeu seu ponto de vista em uma seção plenária na Convenção Anual de Igrejas Fundamentalistas Independentes da América. Em um artigo publicado no website "Grace to You" (GTY.com), intitulado "Reexaminando a Eternidade de Cristo," ele delineia seus pontos de vista de 1983 em diante, concluindo, ao seu final que, "eu abandonei a doutrina da encarnação de Cristo. Uma investigação detalhada e reflexão pessoal me levaram a entender que as Escrituras de fato apresentam o relacionamento de Deus, o Pai, e Cristo, o Filho, como um relacionamento eterno de Pai-Filho. Sendo assim eu não mais entendo a filiação de Cristo como uma "função" que Deus assumiu na sua encarnação."

### Complementarismo: Papel Feminino na Igreja
MacArthur advoga uma visão de gênero complementarista hierárquica na igreja, entendendo que a Bíblia não permite que mulheres ensinem aos homens, ou exercitem posições de autoridade espiritual na Igreja. Nesse contexto que as funções de anciões e pastores, por exemplo, são restritas aos homens somente.
Em 2019, na Truth Matters Conference, durante outro questionário de jogo rápido de associação de palavras, MacArthur respondeu à menção "Beth Moore" com "Vá para casa". Reiterando sua posição, afirmou que "não há nenhum caso que possa ser feito biblicamente para uma pregadora. Ponto final. Parágrafo. Fim da Discussão". Em sua conta no Twitter a teóloga e pregadora Beth Moore respondeu, "Eu não me rendi a um chamado de homem quando eu tinha 18 anos. Eu me rendi a um chamado de Deus. Nunca me ocorre por um segundo não cumpri-lo. Eu seguirei Jesus - e Jesus sozinho - todo o caminho para casa. E eu verei Seu belo rosto e proclamarei: Digno é o Cordeiro! "
Em 21 de janeiro de 1979, MacArthur fez sucesso na mídia local com um sermão que dizia que as mães não deviam trabalhar fora de casa.

### Psicologia
MacArthur apoia a adoção pelas igrejas e Cristãos do aconselhamento neutético (nouthetic conseling), o qual enfatiza que a Bíblia deve ser a principal ferramenta para o aconselhamento de pessoas com doenças mentais tais como depressão e ansiedade. MacArthur porém não rejeita todas as formas, teorias e técnicas de psicologia, embora considere que parte da psicologia e psiquiatria são contrários à Bíblia devendo serem aceitas com grande discernimento por parte dos Cristãos.
Segundo MacArthur, "a verdadeira psicologia (i.e., "o estudo da alma") pode ser realizado apenas por Cristãos, já que apenas os Cristãos têm os recursos espirituais necessários para entender e transformar a alma humana." Segundo ele, "A disciplina secular de psicologia é essencialmente baseada em premissas ateístas, fundamentadas em teorias evolucionistas, e portanto capaz de lhe dar com as pessoas de forma apenas superficial e ainda assim com soluções de curta validade..." Ainda segundo ele, "a psicologia não tem como ser mais científica que a teoria ateísta de evolução sobre a qual está baseada." Já a respeito da chamada psicologia-Cristã, MacArthur acredita que, "assim como a perspectiva teísta da evolução, a psicologia-Cristã é uma tentativa de harmonizar dois sistemas de pensamento essencialmente contraditórios". "Acredito fortemente que a psicologia moderna e a Bíblia não podem ser misturados sem que haja um comprometimento sério, ou mesmo um abandono total ou parcial, do princípio da suficiência das escrituras..."
Em geral, a visão de MacArthur sobre psicologia tem causado diversas controvérsias, sendo a mais notável o evento em que pela primeira vez um funcionário de uma igreja evangélica foi processado por mal-prática. O caso acabou não sendo levado adiante por falta de evidências.

### Anticatolicismo
Em maio de 2002, no meio da grande atenção dado pela mídia aos casos de abuso de crianças nas igrejas católicas, MacArthur divulgou uma mensagem de dura crítica ao sistema Católico romano como um todo. MacArthur geralmente se refere ao catolicismo como o "Reino de Satanás," algumas vezes fazendo coro com outros líderes fundamentalistas que consideram o Papa o anticristo descrito na Bíblia, título esse, segundo ele, é "aplicável a qualquer indivíduo que se posicione contra ou acima de Cristo." Ainda sobre o catolicismo romano, MacArthur afirma que "qualquer pessoa que realmente acredite nos ensinamentos do catolicismo romano não é salvo, já que o catolicismo romano prega, entre muitos equívocos, que a salvação é por meio de obras." Segundo ele, trata-se de "um sistema de mentiras satânicas, presidida por um papa."

### Outros movimentos cristãos
De forma geral os escritos de MacArthur tendem a desaprovar quase por completo movimentos e ministérios cristãos que considera "modernos", tais como aqueles que aplicam as chamadas técnicas de "cultos amigáveis ao público", como adotados e advocados por Bill Hybels e Rick Warren, entre outros. MacArthur tem feitos fortes críticas também a pastores que aplicam a teologia da Palavra de Fé, tais como o pastor Joel Osteen, o qual classifica como "quasi"-panteísta.
MacArthur discordava também de Billy Graham, que em uma entrevista dado a Robert Schuller, no programa Hour of Prayer, afirmou que a salvação é aberta para todas as pessoas, independente se elas acreditam ou não no Jesus apresentado por evangelistas.
O pentecostalismo para MacArthur é "é uma obra de Satanás, uma obra das trevas".

### Islã
Para MacArthur a "teologia do Islã é falsa." No entanto, em sua escatologia há elementos da teologia muçulmana quando apregoa a vinda do mahdi, como um anticristo.

### Uso indevido de credenciais acadêmicas
Apesar de não possuir doutorado acadêmico, John MacArthur assina seus livros e apresenta-se com as iniciais "Dr." com base na titulação honorária de "doutor em divindades" concedida por sua própria organização (Grace Graduate School, 1976) e pelo Seminário Teológico Talbot (1977). Apesar disso, MacArthur às vezes menciona que "enquanto cursou o doutorado" teve de lidar com uma longa lista de teólogos "liberais alemães mortos".

### Saúde pública contra a pandemia
Em 2020 e 2021, durante a crise global do COVID-19, MacArthur transgrediu as ordens das autoridades de saúde pública do condado de Los Angeles em relação aos serviços da Grace Community Church. Insistiu que ninguém da igreja ficou gravemente doente, apesar dos relatos em contrário.
A principal alegação de MacArthur era que não havia justificativa a igreja adotar as restrições locais do COVID-19 por causa de uma doença com taxa de sobrevivência de 94%. MacArthur afirmou que o vírus do pecado matava mais, por levar muitos à morte eterna.
Grace Community Church também não cumpriu a obrigação legal de relatar um surto de COVID na igreja.
O condado de Los Angeles processou a igreja por sua recusa em cumprir as medidas sanitárias. Mas MacArthur e sua igreja contra-processaram, alegando que o condado estava violando os direitos à liberdade de religião. Eventualmente, os processos foram resolvidos fora do tribunal com o condado e o estado pagando US $ 400.000 cada à Grace Community Church.
Mesmo quando estava com COVID e com capacidade de contágio, MacArthur continuou a participar dos cultos da Grace Community Church. Em agosto de 2021, MacArthur admitiu aos congregados que "muitas pessoas" haviam contraído o COVID-19 enquanto ele "passou" pela igreja em dezembro de 2020 e janeiro de 2021, incluindo ele e sua esposa..

### Morte de Luther King Jr
MacArthur costuma mencionar que estava com líderes negros dos direitos civis na noite em que Martin Luther King Jr. foi assassinado e que ele visitou o local do assassinato apenas algumas horas depois. Entretanto, enquanto MacArthur afirma que estava no escritório do líder negro Charles Evers quando os dois souberam do assassinato de King, Evers disse que não conhecia Macarthur. Ever concluiu que Macarthur estava mentindo, pois ele próprio estava dirigindo quando soube do assassinato.

### Racismo
MacArthur expressou posições que promovem uma interpretação supremacista branca da Maldição de Cam e justifica a escravidão e a segregação racial. Em 2001 MacArthur pregou que os africanos são descendentes de Cam e "estão condenados à escravidão perpétua porque seguiram a torpeza moral de seus ancestrais, Cam e Canaã."

### Falta de transparência financeira
Em 2018, a Master’s University foi posta em reconhecimento condicional pela Western Association of Schools and Colleges - autoridade de reconhecimento e credenciamento de ensino superior. Os motivos apontados foram a falta de independência do conselho, problemas de práticas de gestão, integridade operacional e liderança. Uma das principais preocupações no relatório da comissão foram os laços estreitos do conselho com o então presidente John MacArthur.
Em janeiro de 2022, a Master’s University deligou-se da Evangelical Council for Financial Accountability (ECFA), entidade que fazia a auditoria das contas da instituição.
Apesar de condenar o estilo de vida dos pastores das mega-igrejas, John MacArthur e sua família são donos de um império religioso de mídia e educação que tem mais de US$ 130 milhões em ativos e gera mais de US$ 70 milhões por ano em receita isenta de impostos. MacArthur e sua família e empresas relacionadas receberam mais de US$ 12,8 milhões de fundos do ministério, de sua igreja e de doadores.

### Democracia e liberdade religiosa
Em um sermão de 2021, MacArthur afirmou que uma verdadeira democracia e a liberdade de religião não são bíblicas. Em outro sermão, MacArthur falou contra uma editora que declarou que o governo Biden apoiaria a liberdade religiosa. MacArthur, por sua vez, afirmou que fazer lobby pela liberdade religiosa era defender a adoração de um falso deus e contrário a uma das cinco solas protestantes: Solus Christus. Durante um sermão sobre João 14:6, MacArthur declarou: "Eu nem mesmo apoio a liberdade religiosa. A liberdade religiosa é o que envia as pessoas para o inferno. Dizer que apoio a liberdade religiosa é dizer que apoio a idolatria. É dizer que apoio mentiras. Que eu apoio o inferno. Que eu apoio o reino das trevas. Você não pode dizer isso. Nenhum cristão com meio cérebro diria 'nós apoiamos a liberdade religiosa.' Nós apoiamos a verdade!" MacArthur came under renewed criticism from prominent Christian sources when the videos of the sermons came to attention in 2022.

### Plágio
No início de 2022, um ex-vice-presidente da The Master's University e do The Master's Seminary acusou MacArthur de plágio por uma mudança na atribuição de um capítulo em um livro publicado de seu próprio nome para o de MacArthur, embora a editora Harper Collins não tenha explicação pelo "erro editorial". though publisher Harper Collins had no explanation for the "editorial mistake."
Em algumas de suas obras, MacArthur admite e dá crédito a seus ghost writers. No entanto, seus livros produzidos por ghost-writers sem receberem os créditos.
O erudito bíblico Michael F. Bird observou que "É um fato bem conhecido que os livros de John MacArthur não são escritos por John MacArthur, mas por Philip R. Johnson".
Um dos funcionários de seus funcionários, Dennis Swanson, revelou que MacArthur não havia escrito nenhum de seus livros, incluindo a Bíblia de Estudo MacArthur.

### Encoberta de pedofilia e abusos sexuais contra menores
Em março de 2022, The Roys Report publicou uma investigação implicando Grace Community Church e John F. MacArthur. Várias mulheres vítimas de violência doméstica teriam sido convidadas a regressar aos seus maridos, sob ameaça de excomunhão. O pastor associado de MacArthur, Carey Hardy, supostamente disse a uma vítima para liderar pelo exemplo e “sofrer por Jesus”, suportando o abuso de seu marido. Um ancião da igreja, Hohn Cho, supostamente instou MacArthur a reconsiderar o pedido da vítima, que lhe disse "Esqueça". A vítima foi humilhada duas vezes, em maio de 2002 e agosto de 2002, por MacArthur na frente da congregação por ter finalmente se divorciado do marido. Em 2005, o marido da vítima foi condenado a 21 anos de prisão por agressão sexual agravada a uma criança, lesões corporais e abuso infantil. Após a publicação do caso pela Christianity Today em fevereiro de 2023, o conselho pastoral denunciou “mentiras”.

## Livros publicados
- A Guerra Pela Verdade: Lutando por certeza numa época de engano (Editora Fiel)
- A Morte de Jesus (Editora Cultura Cristã)
- A Outra Face (Editora Thomas Nelson)
- A Sós com Deus: O poder e a paixão pela oração (Editora Palavra)
- Chaves para o Crescimento Espiritual (Editora Fiel)
- Como ser crente num mundo de descrente (Editora Cultura Cristã)
- Como obter o Máximo da Palavra de Deus (Editora Cultura Cristã)
- Com vergonha do evangelho - Quando a igreja se torna como o mundo (Editora Fiel)
- Criação ou evolução: A Luta pela verdade sobre o Princípio do Universo (Editora Cultura Cristã)
- Doze Homens Comuns (Editora Cultura Cristã)
- Doze Mulheres Notáveis (Editora Cultura Cristã)
- Evangelho Segundo Jesus (Editora Fiel)
- Evangelho Segundo os Apóstolos: O papel da fé e das obras na vida cristã (Editora Fiel)
- Homem e Mulher: A intimidade espiritual no casamento (Editora Textus)
- O caminho da felicidade (Editora Cultura Cristã)
- O Caos Carismático (Editora Fiel)
- O Poder do Sofrimento (CPAD)
- Ouro de Tolo: Discernindo a Verdade em uma Época de erro (Editora Fiel)
- Nossa Suficiência em Cristo (Editora Fiel)
- Pense Biblicamente!: Recuperando a visão cristã de mundo (Editora Hagnos)
- Princípios para uma Cosmovisão Bíblica (Editora Cultura Cristã)
- Redescobrindo o Ministério Pastoral (CPAD)
- Sociedade Sem Pecado (Editora Cultura Cristã)
- Bíblia de Estudo MacArthur (SBB)
- Fogo Estranho (Editora Thomas Nelson Brasil)
- Pais sábios, filhos brilhantes (Editora Thomas Nelson Brasil)
- Uma vida perfeita (Editora Thomas Nelson Brasil)
- A Parábola do Filho Pródigo - MacArthur, John - (Editora Thomas Nelson Brasil)
- Manual Bíblico MacArthur - MacArthur, John - (Editora Thomas Nelson)
- Por que crer na Bíblia: a autoridade e confiabilidade da palavra de Deus - MacArthur, John - (Editora Thomas Nelson)